# Игре малих земаља Европе
Игре малих земаља Европе (енгл. Games of the Small States of Europe) су мулти-спортска такмичења у којима учествују спортисти малих држава европског континента од 1985. Одржавају се сваке две године и тренутно окупљају девет држава: Андора, Кипар, Исланд, Лихтенштајн, Луксембург, Малта, Монако, Црна Гора и Сан Марино.
На састанцима Европског олимпијског комитета, представници малих држава представили су идеју да се оснује такмичење малих земаља у више спортова. Први конгрес је одржан у 1981. у Баден-Бадену где је су национални олимпијски комитети осам малих држава размотрили начин организације игара за њихове спортисте.
Игре су настале 1984. за време Олимпијских игара у Лос Анђелесу. На играма може учествовати свака европска земља чланица Европског олимпијског комитета са мање од милион становника.

## Земље учеснице
| - Андора - Кипар - Исланд - Лихтенштајн - Луксембург | - Малта - Монако - Црна Гора * - Сан Марино |

(*) Црна Гора је постала девети члан 2009. године
- Фарска Острва су желела да се укључе у такмичење, али нису суверена држава и немају свој олимпијски комитет, а то је услов за учествовање.

## Игре
| Игре  | Година | Датум            | Земља домаћин | Бр. земаља | Бр спортова | Бр. спортиста |
| ----- | ------ | ---------------- | ------------- | ---------- | ----------- | ------------- |
| I     | 1985   | 23 — 26. мај     | Сан Марино    | 8          | 7           | 222           |
| II    | 1987   | 14 — 17. мај     | Монако        | 8          | 8           | 468           |
| III   | 1989   | 17 — 20. мај     | Кипар         | 8          | 9           | 675           |
| IV    | 1991   | 21 — 25. мај     | Андора        | 8          | 8           | 697           |
| V     | 1993   | 25 — 29. мај     | Малта         | 8          | 9           | 690           |
| VI    | 1995   | 29. мај — 3. јун | Луксембург    | 8          |             | 684           |
| VII   | 1997   | 2 — 7. јун       | Исланд        | 8          |             | 714           |
| VIII  | 1999   | 24 — 29. мај     | Лихтенштајн   | 8          |             | 566           |
| IX    | 2001   | 29. мај — 2. јун | Сан Марино    | 8          |             | 658           |
| X     | 2003   | 2-7 јун          | Малта         | 8          | 10          | 765           |
| XI    | 2005   | 30. мај — 4. јун | Андора        | 8          | 10          | 793           |
| XII   | 2007   | 4 — 9. јун       | Монако        | 8          | 12          | 786           |
| XIII  | 2009   | 1 — 6. јун       | Кипар         | 9          | 12          | 843           |
| XIV   | 2011   | 30. мај — 4. јун | Лихтенштајн   | 9          | 9           | 750           |
| XV    | 2013   | 27. мај — 1. јун | Луксембург    | 9          | 12          | 762           |
| XVI   | 2015   | 1 — 6. јун       | Исланд        | 9          | 11          | 789           |
| XVII  | 2017   | 29. мај — 3. јун | Сан Марино    | 9          | 11          | 889           |
| XVIII | 2019   | 27. мај — 1. јун | Црна Гора     | 9          | 10          | 846           |
| XIX   | 2021   | —                | Андора        |            |             |               |
| XX    | 2023   | —                | Малта         |            |             |               |
| XXI   | 2025   | —                | Монако        |            |             |               |

## Спортови
Игре малих земаља Европе морају да садрже 8 спортова.
6 индивидуалних
| - Атлетика - Џудо - пливање | - Тенис - Стони тенис - Стрељаштво |

и 2 обавезна екипна спорта
- Кошарка и  Одбојка

Организациони одбор појединих игара може додати још два спорта, од којих један мора бито олипијски спорт..
Други спортови који су били на програму игара.
| - Одбојка на песку - Боћање - Бициклизам - Гимнастика - Sport-boules (Lyonnaise) | - Сквош - Теквондо - Брдски бициклизам - Једрење |

Сваки спорт треба да има такмичења и у мушкој и женској конкуренцији.

## Биланс медаља
Стање после игара 2019.
|    | Земља       |     |     |     |       |
| -- | ----------- | --- | --- | --- | ----- |
| 1. | Исланд      | 498 | 380 | 381 | 1.259 |
| 2. | Кипар       | 489 | 425 | 369 | 1.283 |
| 3. | Луксембург  | 395 | 398 | 370 | 1.163 |
| 4. | Монако      | 134 | 161 | 240 | 535   |
| 5. | Лихтенштајн | 73  | 78  | 100 | 251   |
| 6. | Малта       | 73  | 144 | 202 | 419   |
| 6. | Сан Марино  | 62  | 113 | 148 | 323   |
| 7. | Андора      | 48  | 93  | 129 | 270   |
| 9. | Црна Гора   | 50  | 18  | 38  | 106   |